# Гілментон (Нью-Гемпшир)
Гілментон (англ. Gilmanton) — місто (англ. town) в США, в окрузі Белкнеп штату Нью-Гемпшир. Населення — 3945 осіб (2020).

## Демографія
Згідно з переписом 2010 року, у місті мешкало 3777 осіб у 1452 домогосподарствах у складі 1114 родин. Було 2118 помешкань
Расовий склад населення:
| - 97,6 % — білих - 0,7 % — азіатів - 0,1 % — корінних американців - 0,1 % — чорних або афроамериканців |

До двох чи більше рас належало 1,3 %. Частка іспаномовних становила 0,6 % від усіх жителів.
За віковим діапазоном населення розподілялося таким чином: 22,3 % — особи молодші 18 років, 65,3 % — особи у віці 18—64 років, 12,4 % — особи у віці 65 років та старші. Медіана віку мешканця становила 43,1 року. На 100 осіб жіночої статі у місті припадало 99,2 чоловіків;  на 100 жінок у віці від 18 років та старших — 99,7 чоловіків також старших 18 років.
Середній дохід на одне домашнє господарство  становив 78 963 долари США (медіана — 69 688), а середній дохід на одну сім'ю — 87 765 доларів (медіана — 78 319). Медіана доходів становила 48 750 доларів для чоловіків та 50 281 долар для жінок. За межею бідності перебувало 6,0 % осіб, у тому числі 1,7 % дітей у віці до 18 років та 6,2 % осіб у віці 65 років та старших.
Цивільне працевлаштоване населення становило 2040 осіб. Основні галузі зайнятості: освіта, охорона здоров'я та соціальна допомога — 22,5 %, будівництво — 13,8 %, виробництво — 11,3 %, науковці, спеціалісти, менеджери — 10,3 %.